# 鶴岡インターチェンジ

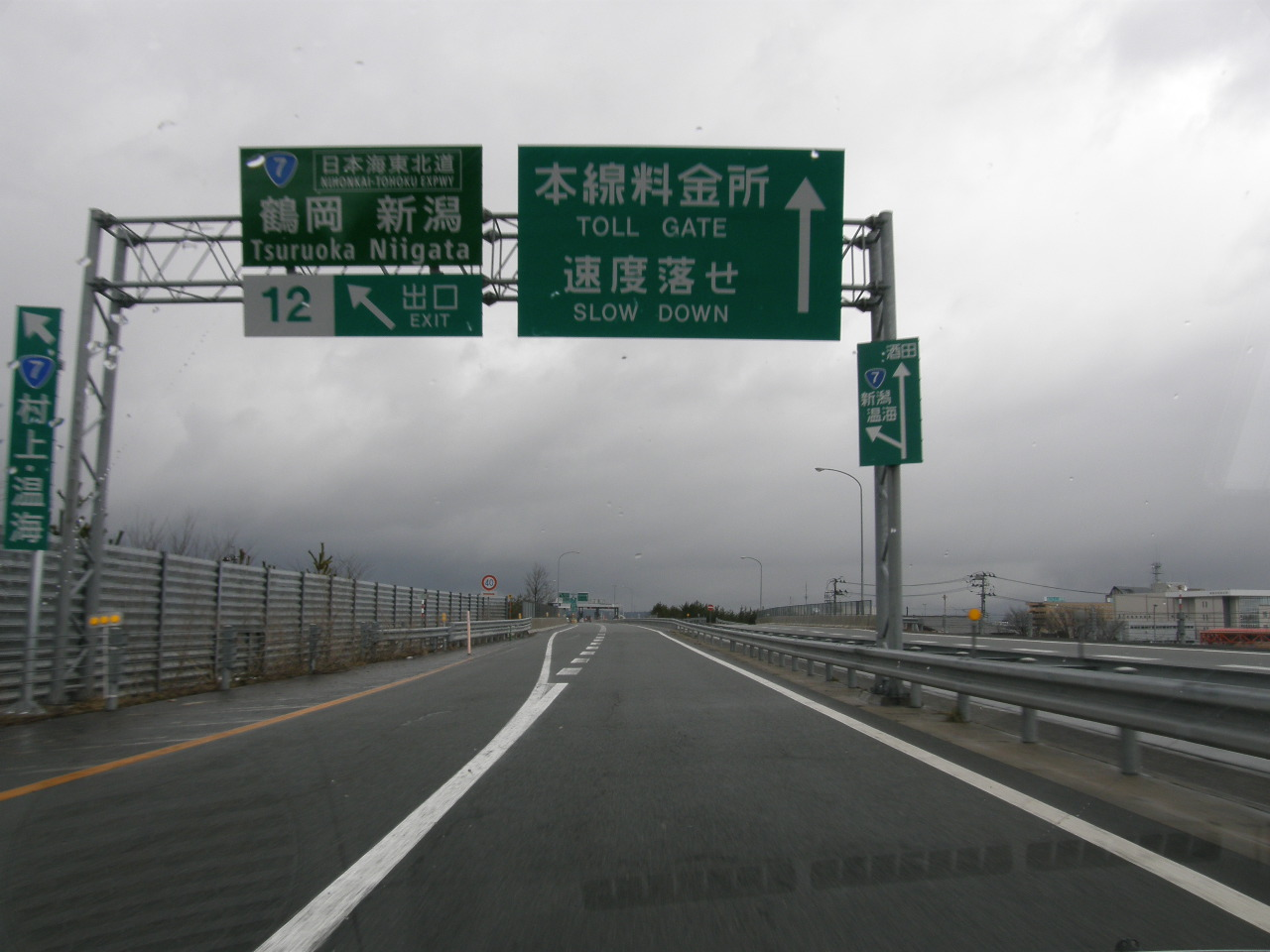
山形側から撮影

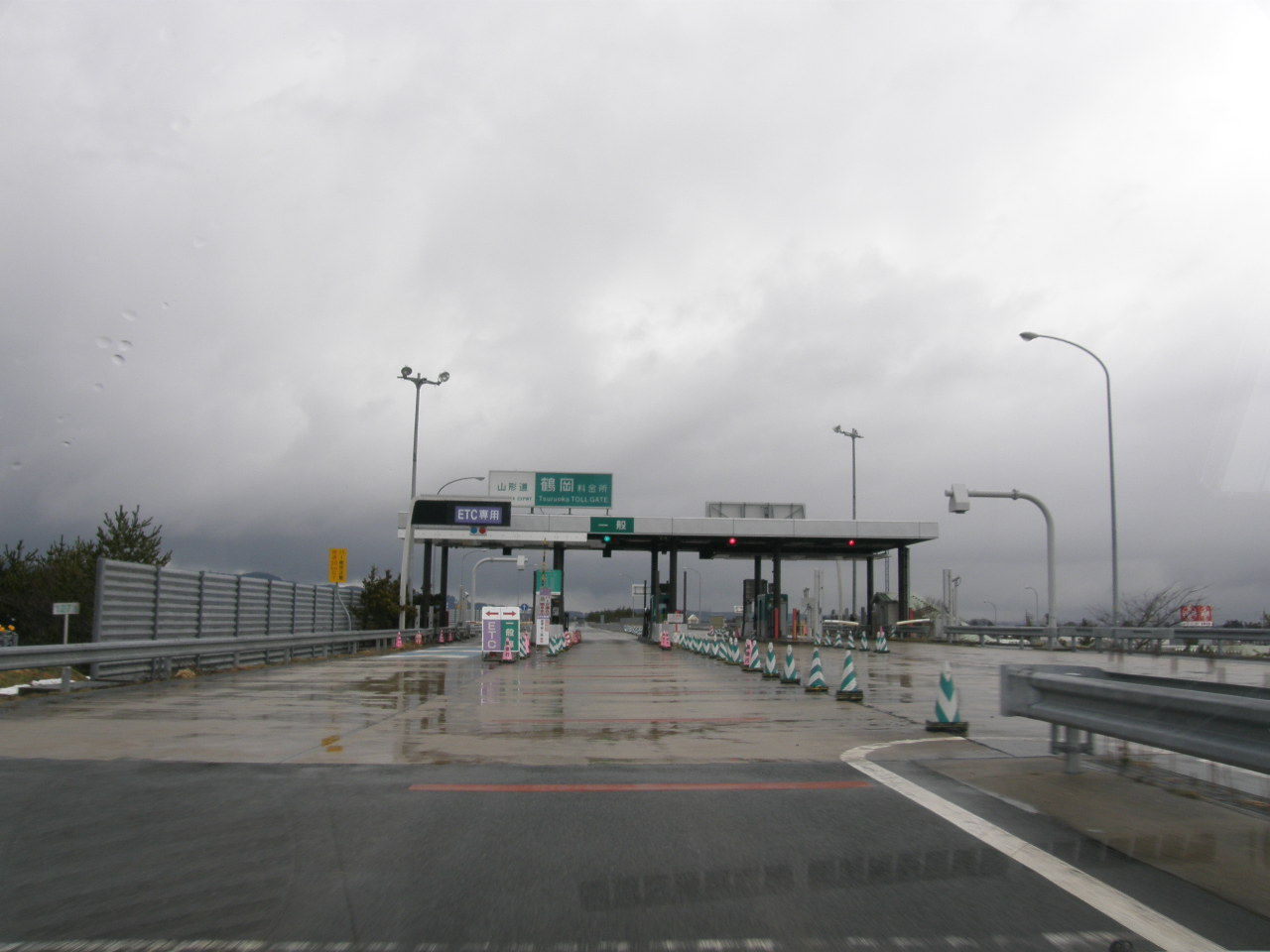
鶴岡本線料金所
山形側から撮影

鶴岡インターチェンジ（つるおかインターチェンジ）は、山形県鶴岡市小淀川にある山形自動車道のインターチェンジである。鶴岡本線料金所を併設する。
東日本高速道路株式会社東北支社鶴岡管理事務所が供設されている。

## 概要
鶴岡市街および同市藤島町域などの最寄りインターチェンジ。隣の庄内あさひICと庄内空港ICに料金所が設置されていないため、本線上に本線料金所が設置されている。酒田方面は鶴岡IC - 日本海東北自動車道庄内空港ICの料金、山形方面は鶴岡IC - 庄内あさひICの料金を支払う。
酒田方向から流出する車で現金支払いの場合は自動精算機（均一料金精算タイプ）で精算する。
隣の鶴岡JCTは、日本海東北自動車道・あつみ温泉方面と山形自動車道・湯殿山方面は接続されていないハーフジャンクションであり、湯殿山方面から日本海東北道・新潟方面へ向かう場合は当ICでいったん高速道路から流出し、国道7号経由で鶴岡西ICから流入することになる（ただし、鶴岡西ICから新潟方面は危険物積載車両の通行が禁止されている）。

## 歴史
- 1997年（平成9年）10月30日：庄内あさひIC - 酒田IC間開通に伴い、供用開始['注' 1][3]。

## 周辺
大型のショッピングセンターや新興住宅地が広がる。
- 庄内観光物産館
- ホームセンタームサシ 鶴岡店 アークランズが展開するホームセンター
- ヤマザワ 鶴岡店
- ケーズデンキ 鶴岡店
- ショッピングセンター・パル (PAL) 近くにある郊外型店舗群
- 鶴岡駅（JR東日本・羽越本線）
- 羽前大山駅（JR東日本・羽越本線）
- 鶴岡西IC（日本海東北自動車道）

## 接続する道路
- 直接接続
  - 国道7号

## 料金所
- ブース数：10

### 本線料金所
- ブース数：4

山形・仙台方面
- ブース数：2
  - ETC専用：1
  - 一般：1

酒田・秋田方面
- ブース数：2
  - ETC専用：1
  - 一般：1

### 一般料金所
- ブース数：6

#### 入口
- ブース数：3

山形・仙台方面
- ETC専用：1
- 一般：1

酒田・秋田方面
- ETC/一般：1

#### 出口
- ブース数：3

山形・仙台方面から
- ETC専用：1
- 一般：1

酒田・秋田方面から
- ETC/一般：1

## 隣
E48 山形自動車道
(11)庄内あさひIC - 櫛引PA - (12)鶴岡IC/TB - (17)鶴岡JCT